# 斯洛文尼亞語維基百科
斯洛維尼亞語維基百科為維基百科協作計劃之斯洛維尼亞語版本，由非營利組織──維基媒體基金會維持負責。目前為各語言維基百科計劃中規模排名第50（依條目量計算）之維基百科。計劃開始於2001年，至2021年4月2日已有171815個條目。

## 里程碑
- 10,000個條目 - 2005年2月7日
- 20,000個條目 - 2005年12月17日
- 30,000個條目 - 2006年6月30日
- 40,000個條目 - 2007年2月15日
- 50,000個條目 - 2007年7月

## 外部連結
- 斯洛維尼亞語維基百科 （页面存档备份，存于）